# Гредьки (зупинний пункт)
Гре́дьки — пасажирський залізничний зупинний пункт Рівненської дирекції Львівської залізниці.
Розташований неподалік від села Гредьки, Ковельський район, Волинської області на лінії Ковель — Заболоття між станціями Мощена (5 км) та Заболоття (42 км).
Станом на лютий 2019 року щодня чотири пари дизель-потягів прямують за напрямком Ковель-Пасажирський — Хотислав/Заболоття.